# Melba thoracica
Melba thoracica är en skalbaggsart som först beskrevs av Brendel 1889.  Melba thoracica ingår i släktet Melba och familjen kortvingar. Inga underarter finns listade i Catalogue of Life.